# José Curbelo
José Curbelo (La Habana, 18 de febrero de 1917-21 de septiembre de 2012) fue un pianista y director de orquesta cubano. Desempeñó un papel fundamental en el desarrollo del son montuno y del mambo, como figura importante dentro de la música en el ambiente de las bandas "latinas" en los Estados Unidos.

## Biografía
José Curbelo nació en La Habana el 18 de febrero de 1917. Su madre y su padre eran cubanos, pero su padre se había criado en los Estados Unidos y al volver a Cuba comenzó a tocar el violín con la Filarmónica de La Habana. A la edad de 8 años, Curbelo se inició en los estudios musicales con el compositor Pedro Menéndez y más tarde asistió al «Conservatorio Molinas» en La Habana. Ya a los 16 años, había formado parte de bandas de música en su ciudad natal, llegando a formar parte de la legendaria Orquesta Riverside. En 1939 viajó a la ciudad de Nueva York. 
Ya en la “gran manzana”, Curbelo trabajó con varios grupos y en 1942, formó su propia banda, presentándose en el night club  “La Conga”, en el “Habana-Madrid” y en el mítico “China Doll” de Nueva York, donde su banda fue escuela para artistas como Tito Puente, quien estuvo en su orquesta desde 1946 hasta 1949, y Tito Rodríguez que estuvo desde 1946 hasta 1948 hasta que crearon sus propias orquestas, respectivamente. Curbelo llegó a presentarse en el “Ciro`s” y en el “Sans Soucy de Miami, así como en el “Sahara Hotel” de Las Vegas.
En 1953 redujo la banda a un sexteto, con la participación del saxo tenor Al Cohn  y Jack Hitchcock en el trombón y vibráfono. También colaboraron en la banda como arreglistas, los cubanos René Hernández, Chico O'Farrill y el neoyorquino Tito Puente. José Curbelo, además de ser un músico respetado dentro del ambiente de la música cubana en Estados Unidos, llegó a formar parte importante de la escena del jazz afrocubano.
Entre sus temas más populares están La Ruñidera (1946), Sun sun babae (1952), La la la y La familia. Murió el 21 de septiembre de 2012.